# Klaus Reichold
Klaus Reichold (* 1963 in München) ist ein deutscher Kulturhistoriker, Autor und Lektor. Er referiert und publiziert über Münchner Stadtgeschichte, Bayerische Landesgeschichte, Europäische Kulturgeschichte und die Geschichte der Wittelsbacher.

## Ausbildung
Klaus Reichold erwarb an der Münchner Jesuitenhochschule das Bakkalaureat in Philosophie, legte in Freising die C-Prüfung in Katholischer Kirchenmusik ab und studierte anschließend an der Ludwig-Maximilians-Universität München und an der Universität Siena historische Wissenschaften. Zu seinen akademischen Lehrern zählten u. a. Duccio Balestracci, Hans Günter Hockerts und Benno Hubensteiner. Seine Magisterarbeit schrieb er bei Friedrich Prinz in Bayerischer Landesgeschichte. Die Prüfungen in den Nebenfächern Mittelalterliche Geschichte sowie Christliche Weltanschauung, Religions- und Kulturtheorie legte er bei Robert Konrad und Hans Maier ab.

## Journalistische Tätigkeit
Schon zu Schulzeiten als Berichterstatter für verschiedene Lokalausgaben der Süddeutschen Zeitung unterwegs, fokussierte er sich auf den Kulturjournalismus. Für die Bayerische Staatszeitung, die Süddeutsche Zeitung und die deutsche Ausgabe der Modezeitschrift Vogue verfasste er Künstlerporträts, Rezensionen (Geisteswissenschaften, Kunst, Literatur, Musik, Theater) und historische Essays. Zu seinen Interviewpartnern zählten u. a. Thomas Hampson, Martin Walser und Richard von Weizsäcker. Für den Bayerischen Rundfunk arbeitete Klaus Reichold als Autor kulturhistorischer Radio- und Fernsehdokumentationen. Gemeinsam mit Thomas Endl drehte er u. a. in Krakau, Rom und Wien.

## Verlagstätigkeit
Als Buch- und Co-Autor publizierte Klaus Reichold bei Verlagen wie Allitera, Hoffmann und Campe, Prestel, Friedrich Pustet und Volk. Seit einem Volontariat beim Prestel Verlag in München ist Klaus Reichold auch als Lektor tätig. Aktuell betreut er die historischen Sachbücher der Edition Luftschiffer und die historischen Romane der edition tingeltangel.

## Histonauten
2011 gründete Klaus Reichold gemeinsam mit Thomas Endl die Histonauten. Sie betreiben u. a. das bavaricum@histonauten, eine kleine Akademie für Kulturgeschichte mit den Schwerpunkten Münchner Stadtgeschichte, Bayerische Landesgeschichte, Deutsche Zeitgeschichte, Europäische Kulturgeschichte und Geschichte der Wittelsbacher. Als Programmleiter konzipiert Klaus Reichold Seminare und Vortragsreihen mit begleitenden Exkursionen. 2017 riefen Klaus Reichold und Thomas Endl die Buchmesse litera bavarica@histonauten ins Leben. Sie präsentiert jedes Jahr im Herbst Publikationen und Informationen zur Münchner Stadtgeschichte, zur bayerischen Landesgeschichte und zur europäischen Kulturgeschichte. 2020 etablierten Klaus Reichold und Thomas Endl in Zusammenarbeit mit Gerhard Willhalm das Online-Portal litera bavarica – Die Welt der bayerischen Bücher als dauerhafte digitale Ergänzung der Buchmesse.

## Trivia
1984 gründete Klaus Reichold gemeinsam mit den Violinisten Hartwig Bauer und Arnold Jablonski das Leonhardi-Ensemble, eine Chor- und Orchestervereinigung, die (Stand 2020) über 250 Sänger und Instrumentalisten zählt und in Höhenkirchen-Siegertsbrunn zu Hause ist.

## Auszeichnungen
- 1984: Ehrenmedaille der Bundeswehr für die Redakteurstätigkeit in der Presseabteilung der 1. Gebirgsdivision in Garmisch-Partenkirchen
- 2005: Anteil am Journalistenpreis des Deutschen Nationalkomitees für Denkmalschutz als Co-Autor der Sendereihe 100 Monumente des Bayerischen Fernsehens (Redaktion: Engelbert Schwarzenbeck)
- 2020: Auszeichnung Bayerns Beste Independent Bücher 2020, vergeben vom Bayerischen Staatsministerium für Wissenschaft und Kunst, für die Publikation Warum Bayern ein orientalisches Land ist und andere weiß-blaue Wahrheiten[6]

## Kulturhistorische Sachbücher (Auswahl)
- Warum Bayern ein orientalisches Land ist und andere weiß-blaue Wahrheiten, Edition Luftschiffer, München 2020, ISBN 978-3-944936-48-2 (erweiterte Neuausgabe der 2010 bei Cadeau = Hoffmann und Campe erschienenen Publikation Heimatkunde Bayern)
- Die phantastische Welt des Märchenkönigs – Ludwig II., mit Thomas Endl, Edition Luftschiffer, München 2017, ISBN 978-3-944936-33-8 (erweiterte Neuausgabe der 2011 bei Hoffmann und Campe erschienenen Publikation Ludwig forever)
- Der Himmelsstürmer – Ottheinrich von Pfalz-Neuburg, mit Petra Raschke und Markus Nadler, Verlag Friedrich Pustet, Regensburg 2004, ISBN 978-3-7917-1911-5
- Keinen Kuß mehr! Reinheit! Königtum! – Ludwig II. von Bayern und die Homosexualität, Forum Homosexualität und Geschichte, München 2003, ISBN 978-3-935227-09-4
- Schlösser und ihre Geschichten, Prestel Verlag, München / Berlin / London / New York 2003, ISBN 978-3-7913-2915-4 (auch in englischer und koreanischer Sprache erschienen)
- Prophezeiungen vom Ende der Welt – Eine Kulturgeschichte des bayerischen Weltuntergangs, mit Xenia Sircar, Rosenheimer Verlagshaus, Rosenheim 2001, ISBN 978-3-475-53201-6
- Paintings that Changed the World – From Lascaux to Picasso, mit Bernhard Graf. Prestel Verlag, Munich / London / New York 1998, ISBN 3-7913-1983-3

## Online-Publikationen (Auswahl)
Im Maschinenraum des Krieges – Ingolstadt 1914–1918. Virtuelle Ausstellung, mit Sonja von Behrens, Thomas Endl und Jens Schley, Bayerisches Armeemuseum, Ingolstadt 2015

## Buchbeiträge (Auswahl)
- Überraschende Vielfalt – Die Kulturlandschaften Oberbayerns, in: Oberbayern – Vielfalt zwischen Donau und Alpen – Jenseits des Klischees, hg. v. Norbert Göttler, Volk Verlag, München 2014, ISBN 978-3-86222-151-6
- Himmelskind und Adonis, Falstaff und Märchenkönig – Das Bild Ludwigs II. In: Christoph Kürzeder, Patrick Charell (Hrsg.): In die Wiege gelegt – Ludwig II. – Der gottgeschenkte Märchenkönig. Allitera Verlag, München 2018, ISBN 978-3-96233-059-0
- „Alles Theater!“ – Schloss Ludwigsburg als Bühne fürstlicher Selbstinszenierung. In: Auftritt – 75 Jahre Ludwigsburger Schlossfestspiele, mit einem Vorwort von Horst Köhler, hg. v. Cornelia Weidner, Ludwigsburg 2007, ISBN 978-3-930872-43-5
- Die „Schöne Leich“ als Krönung des Lebenslaufs. In: Krachert-global – Über Bayern, hg. v. Karin Dütsch und Achim Sing, mit Illustrationen von Rosemarie Zacher, SüdOst Verlag, Waldkirchen 2004, ISBN 978-3-89682-140-9

## Lektorate (Auswahl)
- Christiane Böhm (Hg.): Eben noch unter Kronleuchtern – Die Revolution 1918/19 aus Sicht der bayerischen Königstöchter. Edition Luftschiffer, München 2018, ISBN 978-3-944936-52-9
- Wilhelm Hornbostel (Hg.): Käfer – Der Ervolkswagen – Eine Kulturgeschichte. Prestel Verlag, München / New York 1997, ISBN 978-3-7913-1891-2
- Gerhard Hojer, Brigitte Langer, Hans Ottomeyer u. a. (Hg.): Die Möbel der Residenz München, 3 Bde., Prestel Verlag, München / New York 1995–1997, ISBN 978-3-7913-1591-1, ISBN 978-3-7913-1596-6 und ISBN 978-3-7913-1842-4

## Fernsehdokumentationen (Auswahl)
- Der Pate von Rothenburg – Aufstieg und Fall des Heinrich Toppler – Ein Krimi aus dem 14. Jahrhundert, mit Thomas Endl, Bayerisches Fernsehen 2008
- Verrückt nach dem Sieg – Beim Palio in Siena, mit Thomas Endl, Bayerisches Fernsehen 2008
- Von Herzögen und Rattenfängern – Münchner Stadtgeschichte von 1158 bis 1799, mit Thomas Endl, Bayerisches Fernsehen 2008
- Entlang der böhmischen Elbe, 3 Teile, mit Thomas Endl, Bayerisches Fernsehen 2003–2007
- Ruhe kann mein Wesen nicht ertragen – König Ludwig I. von Bayern, mit Thomas Endl, Bayerisches Fernsehen 2006
- Domgeschichten – Passau, mit Thomas Endl, Bayerisches Fernsehen 2005
- Schrotgewehr und Guillotine – Das wahre Leben der bayerischen Räuber, mit Thomas Endl, Bayerisches Fernsehen 2003
- Feuertod und Glockenspuk – Die Heiligen vom Irschenberg, mit Thomas Endl, Bayerisches Fernsehen 1999

## Radiodokumentationen (Auswahl)
- Als Mann der Schrift musst du auch lügen – Bischof Otto von Freising als Chronist seiner Zeit, Bayerischer Rundfunk, 2002
- Das Gesetz, wonach du angetreten – Der Fürst, sein Astrologe und die Macht des Schicksals, Bayerischer Rundfunk 2001
- Solang’ der Alte Peter – Die dramatische Geschichte des ältesten Münchner Gotteshauses. Bayerischer Rundfunk 1999